# Ghaya Oliveira
Pour les articles homonymes, voir Oliveira.
 (août 2018).
Ghaya Oliveira, née Ghaya Feriani, est une cheffe tunisienne qui travaille dans le restaurant new-yorkais Daniel (en) en tant que cheffe pâtissière. Elle reçoit le prix (en) du meilleur chef pâtissier de la James Beard Foundation en 2017.

## Carrière
Ghaya Oliveira est née et a grandi en Tunisie. Certains de ses plus anciens souvenirs de cuisine viennent de sa grand-mère, en particulier la crème qu'elle prépare, qui a également été utilisée pour faire de l'ourta à l'occasion du ramadan. Oliveira étudie à l'université, où elle obtient un diplôme en économie et commence à travailler pour une banque d'investissement à Tunis. Lorsque sa sœur tombe malade, elle déménage à New York pour être à ses côtés. Puisque ses qualifications professionnelles ne sont pas reconnues aux États-Unis, elle se tourne d'abord vers le ballet, puis exerce une variété de métiers jusqu'à ce qu'elle finisse finit à la plonge dans un restaurant,. Lorsque sa sœur meurt un an après son arrivée, elle décide de s'occuper de son enfant.
Oliveira obtient un poste au restaurant Domingo, détenu par Plácido Domingo, où elle devient une commis de cuisine chargée de la pâtisserie. À l'annonce de la fermeture du restaurant, elle reçoit les coordonnées d'un manager du Café Boulud et rejoint l'établissement en tant que membre du personnel de pâtisserie en 2001. Oliveira est encadrée par le chef de cuisine et, en 2007, devient cheffe pâtissière du Bar Boulud. Lorsque Boulud Sud ouvre en 2012, elle prend aussi la responsabilité de ce restaurant.
Daniel Boulud annonce en juillet 2013 que Ghaya Oliveira va devenir le nouveau chef pâtissier de son restaurant Daniel (en), déclarant : « Elle est un talent culinaire rare, ne cessant de se développer et d'innover, et c'est exactement le type de chef que je recherche pour prendre la barre de mon restaurant phare ».

## Récompenses
Oliveira est nommée à plusieurs reprises pour le prix (en) du meilleur chef pâtissier de la James Beard Foundation en 2012, 2015 et 2016. Elle le remporte à l'issue de sa quatrième candidature en 2017.